# Campeonato Mundial Masculino de Curling de 2009
O Campeonato Mundial Masculino de Curling de 2009 celebrou os 50 anos da primeira edição. Foi disputado entre 4 e 12 de abril em Moncton, New Brunswick, Canadá.

## Equipes
| Canadá | China | Chéquia |
| --- | --- | --- |
| Saville Sports Centre, Edmonton Capitão: Kevin Martin Terceiro: John Morris Segundo: Marc Kennedy Primeiro: Ben Hebert Reserva: Terry Meek         | Harbin CC, Harbin Capitão: Wang Fengchun Quarto: Liu Rui Segundo: Xu Xiaoming Primeiro: Zang Jialiang Reserva: Chen Lu-An                             | CK Brno, Brno Capitão: Jiří Snítil Terceiro: Martin Snítil Segundo: Jindřich Kitzberger Primeiro: Karel Uher Reserva: Miloš Hoferka               |
| Dinamarca | Finlândia | França |
| Hvidovre CC, Hvidovre Quarto: Johnny Frederiksen Capitão: Ulrik Schmidt Segundo: Bo Jensen Primeiro: Lars Vilandt Reserva: Mikkel Poulson          | Oulunkylän Curling, Helsinki Capitão: Kalle Kiiskinen Terceiro: Teemu Salo Segundo: Jani Sullanmaa Primeiro: Jari Rouvinen Reserva: Juha Pekaristo    | Chamonix CC, Chamonix Capitão: Thomas Dufour Terceiro: Tony Angiboust Segundo: Jan Ducroz Primeiro: Richard Ducroz Reserva: Raphael Mathieu       |
| Alemanha | Japão | Noruega |
| CC Füssen, Füssen Capitão: Andy Kapp Terceiro: Andreas Lang Segundo: Holger Höhne Primeiro: Andreas Kempf Reserva: Daniel Herberg                  | Karuizawa CC, Karuizawa Capitão: Yusuke Morozumi Terceiro: Tsuyoshi Yamaguchi Segundo: Tetsuro Shimizu Primeiro: Kosuke Morozumi Reserva: Keita Satoh | Snarøen CK, Bærum Capitão: Thomas Ulsrud Terceiro: Torger Nergård Segundo: Christoffer Svae Primeiro: Håvard Vad Petersson Reserva: Thomas Løvold |
| Escócia | Suíça | Estados Unidos |
| Lockerbie Curling Club, Lockerbie Capitão: David Murdoch Terceiro: Ewan MacDonald Segundo: Peter Smith Primeiro: Euan Byers Reserva: Graeme Connal | CC St. Galler Bär, St. Gallen Capitão: Ralph Stöckli Terceiro: Jan Hauser Segundo: Markus Eggler Primeiro: Simon Strübin Reserva: Toni Müller         | Duluth Curling Club, Duluth Capitão: John Shuster Terceiro: Jason Smith Segundo: Jeff Isaacson Primeiro: John Benton Reserva: Chris Plys          |

## Classificação
| País           | Capitão         | V  | D  | PF | PS | EV | EP | EB   | ERF | ERC | Arremesso (%) |
| -------------- | --------------- | -- | -- | -- | -- | -- | -- | ---- | --- | --- | ------------- |
| Canadá         | Kevin Martin    | 10 | 1  | 92 | 43 | 47 | 33 | 1/6  | 11  | 2   | 88            |
| Escócia        | David Murdoch   | 8  | 3  | 86 | 59 | 45 | 38 | 6/11 | 11  | 6   | 83            |
| Suíça          | Ralph Stöckli   | 7  | 4  | 67 | 62 | 44 | 41 | 4/11 | 13  | 12  | 80            |
| Noruega        | Thomas Ulsrud   | 7  | 4  | 71 | 58 | 42 | 37 | 14/4 | 14  | 10  | 83            |
| Estados Unidos | John Shuster    | 7  | 4  | 79 | 71 | 49 | 41 | 4/7  | 19  | 10  | 78            |
| Alemanha       | Andy Kapp       | 7  | 4  | 77 | 66 | 45 | 46 | 6/11 | 10  | 9   | 81            |
| Dinamarca      | Ulrik Schmidt   | 5  | 6  | 65 | 74 | 44 | 44 | 10/5 | 12  | 10  | 79            |
| França         | Thomas Dufour   | 4  | 7  | 52 | 69 | 33 | 39 | 16/3 | 6   | 12  | 75            |
| China          | Wang Fengchun   | 4  | 7  | 69 | 78 | 45 | 47 | 4/7  | 11  | 11  | 81            |
| Japão          | Yusuke Morozumi | 3  | 8  | 59 | 74 | 38 | 45 | 4/7  | 9   | 13  | 79            |
| Chéquia        | Jiří Snítil     | 3  | 8  | 54 | 75 | 39 | 46 | 9/3  | 8   | 16  | 75            |
| Finlândia      | Kalle Kiiskinen | 1  | 10 | 48 | 90 | 35 | 49 | 2/5  | 7   | 21  | 74            |

## Primeira fase
Todos os horários estão na hora local (UTC-3).

### 1ª rodada
4 de abril, 15h00
| Pista A | LSFE    | 1 | 2 | 3 | 4 | 5 | 6 | 7 | 8 | 9 | 10 | 11 | Final |
| ------- | ------- | - | - | - | - | - | - | - | - | - | -- | -- | ----- |
| Escócia | Martelo | 0 | 1 | 0 | 2 | 1 | 1 | 0 | 1 | 1 | 0  | 0  | 7     |
| Suíça   |         | 1 | 0 | 2 | 0 | 0 | 0 | 2 | 0 | 0 | 2  | 3  | 10    |

| Pista B   | LSFE    | 1 | 2 | 3 | 4 | 5 | 6 | 7 | 8 | 9 | 10 | Final |
| --------- | ------- | - | - | - | - | - | - | - | - | - | -- | ----- |
| Noruega   | Martelo | 2 | 0 | 0 | 1 | 0 | 0 | 2 | 0 | 0 | 2  | 7     |
| Dinamarca |         | 0 | 0 | 1 | 0 | 0 | 1 | 0 | 2 | 2 | 0  | 6     |

| Pista C   | LSFE    | 1 | 2 | 3 | 4 | 5 | 6 | 7 | 8 | 9 | 10 | 11 | Final |
| --------- | ------- | - | - | - | - | - | - | - | - | - | -- | -- | ----- |
| Chéquia   | Martelo | 0 | 2 | 0 | 0 | 0 | 0 | 0 | 2 | 0 | 2  | 0  | 6     |
| Finlândia |         | 0 | 0 | 1 | 1 | 2 | 0 | 1 | 0 | 1 | 0  | 2  | 8     |

| Pista D        | LSFE    | 1 | 2 | 3 | 4 | 5 | 6 | 7 | 8 | 9 | 10 | Final |
| -------------- | ------- | - | - | - | - | - | - | - | - | - | -- | ----- |
| Alemanha       | Martelo | 0 | 2 | 0 | 1 | 0 | 0 | 0 | 1 | 1 | 0  | 5     |
| Estados Unidos |         | 1 | 0 | 1 | 0 | 1 | 1 | 1 | 0 | 0 | 1  | 6     |

### 2ª rodada
4 de abril, 19h30
| Pista A   | LSFE    | 1 | 2 | 3 | 4 | 5 | 6 | 7 | 8 | 9 | 10 | Final |
| --------- | ------- | - | - | - | - | - | - | - | - | - | -- | ----- |
| Finlândia | Martelo | 0 | 0 | 0 | 0 | 1 | 0 | X | X | X | X  | 1     |
| Noruega   |         | 1 | 1 | 1 | 2 | 0 | 4 | X | X | X | X  | 9     |

| Pista B | LSFE    | 1 | 2 | 3 | 4 | 5 | 6 | 7 | 8 | 9 | 10 | Final |
| ------- | ------- | - | - | - | - | - | - | - | - | - | -- | ----- |
| Japão   |         | 0 | 1 | 0 | 1 | 0 | 1 | 0 | 1 | 0 | X  | 4     |
| Canadá  | Martelo | 1 | 0 | 1 | 0 | 3 | 0 | 1 | 0 | 1 | X  | 7     |

| Pista C | LSFE    | 1 | 2 | 3 | 4 | 5 | 6 | 7 | 8 | 9 | 10 | Final |
| ------- | ------- | - | - | - | - | - | - | - | - | - | -- | ----- |
| França  | Martelo | 0 | 0 | 0 | 1 | 0 | 2 | 0 | 3 | 0 | 1  | 7     |
| China   |         | 0 | 0 | 0 | 0 | 1 | 0 | 1 | 0 | 3 | 0  | 5     |

| Pista D   | LSFE    | 1 | 2 | 3 | 4 | 5 | 6 | 7 | 8 | 9 | 10 | Final |
| --------- | ------- | - | - | - | - | - | - | - | - | - | -- | ----- |
| Chéquia   | Martelo | 0 | 1 | 1 | 1 | 0 | 4 | 1 | 0 | 1 | X  | 9     |
| Dinamarca |         | 1 | 0 | 0 | 0 | 1 | 0 | 0 | 2 | 0 | X  | 4     |

### 3ª rodada
5 de abril, 8h30
| Pista B        | LSFE    | 1 | 2 | 3 | 4 | 5 | 6 | 7 | 8 | 9 | 10 | Final |
| -------------- | ------- | - | - | - | - | - | - | - | - | - | -- | ----- |
| Estados Unidos | Martelo | 1 | 0 | 4 | 0 | 0 | 0 | 1 | 0 | X | X  | 6     |
| Escócia        |         | 0 | 4 | 0 | 1 | 0 | 1 | 0 | 6 | X | X  | 12    |

| Pista C  | LSFE    | 1 | 2 | 3 | 4 | 5 | 6 | 7 | 8 | 9 | 10 | 11 | Final |
| -------- | ------- | - | - | - | - | - | - | - | - | - | -- | -- | ----- |
| Alemanha | Martelo | 0 | 1 | 2 | 0 | 0 | 3 | 0 | 1 | 0 | 2  | 1  | 10    |
| Suíça    |         | 1 | 0 | 0 | 1 | 1 | 0 | 2 | 0 | 4 | 0  | 0  | 9     |

### 4ª rodada
5 de abril, 15h00
| Pista A | LSFE    | 1 | 2 | 3 | 4 | 5 | 6 | 7 | 8 | 9 | 10 | Final |
| ------- | ------- | - | - | - | - | - | - | - | - | - | -- | ----- |
| Canadá  | Martelo | 0 | 2 | 0 | 2 | 3 | 0 | X | X | X | X  | 7     |
| França  |         | 1 | 0 | 0 | 0 | 0 | 1 | X | X | X | X  | 2     |

| Pista B   | LSFE    | 1 | 2 | 3 | 4 | 5 | 6 | 7 | 8 | 9 | 10 | Final |
| --------- | ------- | - | - | - | - | - | - | - | - | - | -- | ----- |
| Dinamarca |         | 2 | 0 | 1 | 0 | 0 | 0 | 3 | 0 | 0 | 1  | 7     |
| Finlândia | Martelo | 0 | 1 | 0 | 2 | 1 | 0 | 0 | 1 | 0 | 0  | 5     |

| Pista C | LSFE    | 1 | 2 | 3 | 4 | 5 | 6 | 7 | 8 | 9 | 10 | Final |
| ------- | ------- | - | - | - | - | - | - | - | - | - | -- | ----- |
| Noruega | Martelo | 1 | 1 | 0 | 1 | 3 | 1 | 0 | 1 | X | X  | 8     |
| Chéquia |         | 0 | 0 | 0 | 0 | 0 | 0 | 2 | 0 | X | X  | 2     |

| Pista D | LSFE    | 1 | 2 | 3 | 4 | 5 | 6 | 7 | 8 | 9 | 10 | Final |
| ------- | ------- | - | - | - | - | - | - | - | - | - | -- | ----- |
| Japão   | Martelo | 2 | 1 | 0 | 0 | 0 | 3 | 4 | X | X | X  | 10    |
| China   |         | 0 | 0 | 0 | 1 | 1 | 0 | 0 | X | X | X  | 2     |

### 5ª rodada
5 de abril, 19h30
| Pista A        | LSFE    | 1 | 2 | 3 | 4 | 5 | 6 | 7 | 8 | 9 | 10 | Final |
| -------------- | ------- | - | - | - | - | - | - | - | - | - | -- | ----- |
| Suíça          | Martelo | 0 | 2 | 0 | 0 | 0 | 1 | 0 | X | X | X  | 3     |
| Estados Unidos |         | 2 | 0 | 3 | 0 | 1 | 0 | 4 | X | X | X  | 10    |

| Pista B | LSFE    | 1 | 2 | 3 | 4 | 5 | 6 | 7 | 8 | 9 | 10 | Final |
| ------- | ------- | - | - | - | - | - | - | - | - | - | -- | ----- |
| França  | Martelo | 2 | 1 | 0 | 2 | 1 | 0 | 0 | 2 | X | X  | 8     |
| Japão   |         | 0 | 0 | 1 | 0 | 0 | 1 | 0 | 0 | X | X  | 2     |

| Pista C | LSFE    | 1 | 2 | 3 | 4 | 5 | 6 | 7 | 8 | 9 | 10 | Final |
| ------- | ------- | - | - | - | - | - | - | - | - | - | -- | ----- |
| China   | Martelo | 0 | 1 | 0 | 1 | 0 | 0 | 2 | 0 | X | X  | 4     |
| Canadá  |         | 1 | 0 | 3 | 0 | 3 | 1 | 0 | 1 | X | X  | 9     |

| Pista D  | LSFE    | 1 | 2 | 3 | 4 | 5 | 6 | 7 | 8 | 9 | 10 | Final |
| -------- | ------- | - | - | - | - | - | - | - | - | - | -- | ----- |
| Escócia  | Martelo | 0 | 3 | 0 | 2 | 0 | 4 | 0 | 0 | 2 | X  | 11    |
| Alemanha |         | 0 | 0 | 4 | 0 | 2 | 0 | 0 | 2 | 0 | X  | 8     |

### 6ª rodada
6 de abril, 10h00
| Pista A  | LSFE    | 1 | 2 | 3 | 4 | 5 | 6 | 7 | 8 | 9 | 10 | 11 | Final |
| -------- | ------- | - | - | - | - | - | - | - | - | - | -- | -- | ----- |
| Alemanha |         | 0 | 2 | 0 | 3 | 0 | 1 | 0 | 2 | 0 | 0  | 1  | 9     |
| Chéquia  | Martelo | 2 | 0 | 2 | 0 | 1 | 0 | 2 | 0 | 0 | 1  | 0  | 8     |

| Pista B        | LSFE    | 1 | 2 | 3 | 4 | 5 | 6 | 7 | 8 | 9 | 10 | Final |
| -------------- | ------- | - | - | - | - | - | - | - | - | - | -- | ----- |
| Estados Unidos | Martelo | 0 | 1 | 0 | 1 | 0 | 0 | 2 | 0 | 1 | 0  | 5     |
| Noruega        |         | 1 | 0 | 0 | 0 | 0 | 2 | 0 | 2 | 0 | 2  | 7     |

| Pista C   | LSFE    | 1 | 2 | 3 | 4 | 5 | 6 | 7 | 8 | 9 | 10 | Final |
| --------- | ------- | - | - | - | - | - | - | - | - | - | -- | ----- |
| Escócia   |         | 0 | 2 | 0 | 1 | 1 | 1 | 0 | 2 | X | X  | 7     |
| Finlândia | Martelo | 1 | 0 | 1 | 0 | 0 | 0 | 0 | 0 | X | X  | 2     |

| Pista D   | LSFE    | 1 | 2 | 3 | 4 | 5 | 6 | 7 | 8 | 9 | 10 | Final |
| --------- | ------- | - | - | - | - | - | - | - | - | - | -- | ----- |
| Suíça     |         | 0 | 0 | 2 | 0 | 2 | 0 | 3 | 0 | 1 | 1  | 9     |
| Dinamarca | Martelo | 1 | 1 | 0 | 2 | 0 | 2 | 0 | 0 | 0 | 0  | 6     |

### 7ª rodada
6 de abril, 15h00
| Pista A | LSFE    | 1 | 2 | 3 | 4 | 5 | 6 | 7 | 8 | 9 | 10 | Final |
| ------- | ------- | - | - | - | - | - | - | - | - | - | -- | ----- |
| Noruega | Martelo | 0 | 0 | 2 | 1 | 0 | 2 | 0 | 2 | 0 | 0  | 7     |
| China   |         | 0 | 1 | 0 | 0 | 1 | 0 | 2 | 0 | 1 | 1  | 6     |

| Pista B | LSFE    | 1 | 2 | 3 | 4 | 5 | 6 | 7 | 8 | 9 | 10 | Final |
| ------- | ------- | - | - | - | - | - | - | - | - | - | -- | ----- |
| Chéquia |         | 0 | 1 | 0 | 2 | 0 | 1 | 0 | X | X | X  | 4     |
| Canadá  | Martelo | 2 | 0 | 4 | 0 | 2 | 0 | 2 | X | X | X  | 10    |

| Pista C   | LSFE    | 1 | 2 | 3 | 4 | 5 | 6 | 7 | 8 | 9 | 10 | Final |
| --------- | ------- | - | - | - | - | - | - | - | - | - | -- | ----- |
| Dinamarca |         | 0 | 0 | 2 | 0 | 1 | 0 | 1 | 0 | 3 | X  | 7     |
| França    | Martelo | 1 | 0 | 0 | 0 | 0 | 1 | 0 | 1 | 0 | X  | 3     |

| Pista D   | LSFE    | 1 | 2 | 3 | 4 | 5 | 6 | 7 | 8 | 9 | 10 | Final |
| --------- | ------- | - | - | - | - | - | - | - | - | - | -- | ----- |
| Finlândia | Martelo | 2 | 0 | 2 | 0 | 2 | 0 | 0 | 1 | 0 | 0  | 7     |
| Japão     |         | 0 | 2 | 0 | 1 | 0 | 2 | 1 | 0 | 2 | 2  | 10    |

### 8ª rodada
5 de abril, 19h30
| Pista A | LSFE    | 1 | 2 | 3 | 4 | 5 | 6 | 7 | 8 | 9 | 10 | Final |
| ------- | ------- | - | - | - | - | - | - | - | - | - | -- | ----- |
| Japão   | Martelo | 1 | 0 | 2 | 0 | 0 | 0 | 1 | 0 | 0 | 1  | 5     |
| Escócia |         | 0 | 2 | 0 | 3 | 0 | 0 | 0 | 2 | 0 | 0  | 7     |

| Pista B | LSFE    | 1 | 2 | 3 | 4 | 5 | 6 | 7 | 8 | 9 | 10 | Final |
| ------- | ------- | - | - | - | - | - | - | - | - | - | -- | ----- |
| França  |         | 0 | 0 | 2 | 1 | 0 | 0 | 2 | 0 | 0 | 1  | 6     |
| Suíça   | Martelo | 1 | 0 | 0 | 0 | 1 | 1 | 0 | 2 | 0 | 0  | 5     |

| Pista C  | LSFE    | 1 | 2 | 3 | 4 | 5 | 6 | 7 | 8 | 9 | 10 | Final |
| -------- | ------- | - | - | - | - | - | - | - | - | - | -- | ----- |
| Canadá   | Martelo | 2 | 0 | 1 | 0 | 1 | 1 | 0 | 1 | 0 | X  | 6     |
| Alemanha |         | 0 | 1 | 0 | 2 | 0 | 0 | 1 | 0 | 0 | X  | 4     |

| Pista D        | LSFE    | 1 | 2 | 3 | 4 | 5 | 6 | 7 | 8 | 9 | 10 | 11 | Final |
| -------------- | ------- | - | - | - | - | - | - | - | - | - | -- | -- | ----- |
| China          | Martelo | 1 | 1 | 0 | 2 | 0 | 0 | 2 | 1 | 1 | 0  | 0  | 8     |
| Estados Unidos |         | 0 | 0 | 4 | 0 | 2 | 0 | 0 | 0 | 0 | 2  | 1  | 9     |

### 9ª rodada
7 de abril, 10h00
| Pista A | LSFE    | 1 | 2 | 3 | 4 | 5 | 6 | 7 | 8 | 9 | 10 | Final |
| ------- | ------- | - | - | - | - | - | - | - | - | - | -- | ----- |
| Canadá  |         | 2 | 0 | 2 | 0 | 2 | 0 | 2 | X | X | X  | 8     |
| Suíça   | Martelo | 0 | 1 | 0 | 1 | 0 | 1 | 0 | X | X | X  | 3     |

| Pista B | LSFE    | 1 | 2 | 3 | 4 | 5 | 6 | 7 | 8 | 9 | 10 | Final |
| ------- | ------- | - | - | - | - | - | - | - | - | - | -- | ----- |
| China   |         | 3 | 0 | 0 | 1 | 0 | 0 | 3 | 0 | 2 | X  | 9     |
| Escócia | Martelo | 0 | 1 | 2 | 0 | 0 | 2 | 0 | 2 | 0 | X  | 7     |

| Pista C        | LSFE    | 1 | 2 | 3 | 4 | 5 | 6 | 7 | 8 | 9 | 10 | Final |
| -------------- | ------- | - | - | - | - | - | - | - | - | - | -- | ----- |
| Japão          |         | 0 | 0 | 0 | 1 | 0 | 0 | X | X | X | X  | 1     |
| Estados Unidos | Martelo | 2 | 1 | 2 | 0 | 0 | 4 | X | X | X | X  | 9     |

| Pista D  | LSFE    | 1 | 2 | 3 | 4 | 5 | 6 | 7 | 8 | 9 | 10 | Final |
| -------- | ------- | - | - | - | - | - | - | - | - | - | -- | ----- |
| França   | Martelo | 0 | 0 | 2 | 0 | 0 | 1 | 0 | 2 | 0 | 0  | 5     |
| Alemanha |         | 0 | 0 | 0 | 2 | 0 | 0 | 2 | 0 | 2 | 1  | 7     |

### 10ª rodada
7 de abril, 15h00
| Pista A        | LSFE    | 1 | 2 | 3 | 4 | 5 | 6 | 7 | 8 | 9 | 10 | Final |
| -------------- | ------- | - | - | - | - | - | - | - | - | - | -- | ----- |
| Estados Unidos |         | 1 | 0 | 0 | 0 | 1 | 0 | 2 | 0 | 2 | 0  | 6     |
| Dinamarca      | Martelo | 0 | 2 | 1 | 0 | 0 | 2 | 0 | 2 | 0 | 2  | 9     |

| Pista B   | LSFE    | 1 | 2 | 3 | 4 | 5 | 6 | 7 | 8 | 9 | 10 | Final |
| --------- | ------- | - | - | - | - | - | - | - | - | - | -- | ----- |
| Alemanha  | Martelo | 0 | 2 | 3 | 1 | 0 | 1 | 1 | 0 | X | X  | 8     |
| Finlândia |         | 1 | 0 | 0 | 0 | 1 | 0 | 0 | 2 | X | X  | 4     |

| Pista C | LSFE    | 1 | 2 | 3 | 4 | 5 | 6 | 7 | 8 | 9 | 10 | Final |
| ------- | ------- | - | - | - | - | - | - | - | - | - | -- | ----- |
| Suíça   |         | 1 | 0 | 0 | 1 | 0 | 0 | 0 | 0 | 0 | 1  | 3     |
| Noruega | Martelo | 0 | 0 | 1 | 0 | 0 | 0 | 0 | 0 | 1 | 0  | 2     |

| Pista D | LSFE    | 1 | 2 | 3 | 4 | 5 | 6 | 7 | 8 | 9 | 10 | Final |
| ------- | ------- | - | - | - | - | - | - | - | - | - | -- | ----- |
| Escócia |         | 0 | 2 | 0 | 1 | 0 | 0 | 0 | 0 | 1 | 0  | 4     |
| Chéquia | Martelo | 1 | 0 | 1 | 0 | 0 | 1 | 0 | 1 | 0 | 1  | 5     |

### 11ª rodada
7 de abril, 19h30
| Pista A   | LSFE    | 1 | 2 | 3 | 4 | 5 | 6 | 7 | 8 | 9 | 10 | Final |
| --------- | ------- | - | - | - | - | - | - | - | - | - | -- | ----- |
| Finlândia |         | 0 | 1 | 0 | 0 | 0 | 1 | X | X | X | X  | 2     |
| França    | Martelo | 1 | 0 | 0 | 3 | 4 | 0 | X | X | X | X  | 8     |

| Pista B | LSFE    | 1 | 2 | 3 | 4 | 5 | 6 | 7 | 8 | 9 | 10 | Final |
| ------- | ------- | - | - | - | - | - | - | - | - | - | -- | ----- |
| Chéquia | Martelo | 1 | 1 | 0 | 0 | 1 | 0 | 0 | X | X | X  | 3     |
| China   |         | 0 | 0 | 1 | 4 | 0 | 1 | 3 | X | X | X  | 9     |

| Pista C   | LSFE    | 1 | 2 | 3 | 4 | 5 | 6 | 7 | 8 | 9 | 10 | Final |
| --------- | ------- | - | - | - | - | - | - | - | - | - | -- | ----- |
| Dinamarca | Martelo | 0 | 1 | 1 | 3 | 0 | 1 | 0 | 1 | 1 | X  | 8     |
| Japão     |         | 0 | 0 | 0 | 0 | 3 | 0 | 1 | 0 | 0 | X  | 4     |

| Pista D | LSFE    | 1 | 2 | 3 | 4 | 5 | 6 | 7 | 8 | 9 | 10 | Final |
| ------- | ------- | - | - | - | - | - | - | - | - | - | -- | ----- |
| Noruega | Martelo | 0 | 1 | 0 | 1 | 0 | 0 | X | X | X | X  | 2     |
| Canadá  |         | 3 | 0 | 2 | 0 | 0 | 4 | X | X | X | X  | 9     |

### 12ª rodada
8 de abril, 10h00
| Pista A | LSFE    | 1 | 2 | 3 | 4 | 5 | 6 | 7 | 8 | 9 | 10 | Final |
| ------- | ------- | - | - | - | - | - | - | - | - | - | -- | ----- |
| Chéquia | Martelo | 0 | 0 | 1 | 0 | 2 | 0 | X | X | X | X  | 3     |
| Japão   |         | 2 | 1 | 0 | 2 | 0 | 4 | X | X | X | X  | 9     |

| Pista B | LSFE    | 1 | 2 | 3 | 4 | 5 | 6 | 7 | 8 | 9 | 10 | Final |
| ------- | ------- | - | - | - | - | - | - | - | - | - | -- | ----- |
| Noruega |         | 3 | 0 | 4 | 0 | 3 | 0 | X | X | X | X  | 10    |
| França  | Martelo | 0 | 1 | 0 | 2 | 0 | 1 | X | X | X | X  | 4     |

| Pista C   | LSFE    | 1 | 2 | 3 | 4 | 5 | 6 | 7 | 8 | 9 | 10 | Final |
| --------- | ------- | - | - | - | - | - | - | - | - | - | -- | ----- |
| Finlândia |         | 0 | 2 | 0 | 2 | 0 | 0 | X | X | X | X  | 4     |
| Canadá    | Martelo | 4 | 0 | 3 | 0 | 4 | 1 | X | X | X | X  | 12    |

| Pista D   | LSFE    | 1 | 2 | 3 | 4 | 5 | 6 | 7 | 8 | 9 | 10 | 11 | Final |
| --------- | ------- | - | - | - | - | - | - | - | - | - | -- | -- | ----- |
| Dinamarca |         | 0 | 1 | 0 | 0 | 0 | 2 | 0 | 1 | 0 | 2  | 0  | 6     |
| China     | Martelo | 1 | 0 | 2 | 0 | 1 | 0 | 0 | 0 | 2 | 0  | 1  | 7     |

### 13ª rodada
8 de abril, 15h00
| Pista A  | LSFE    | 1 | 2 | 3 | 4 | 5 | 6 | 7 | 8 | 9 | 10 | Final |
| -------- | ------- | - | - | - | - | - | - | - | - | - | -- | ----- |
| China    | Martelo | 1 | 0 | 1 | 0 | 1 | 0 | 1 | 0 | 2 | 0  | 6     |
| Alemanha |         | 0 | 1 | 0 | 1 | 0 | 2 | 0 | 3 | 0 | 1  | 8     |

| Pista B        | LSFE    | 1 | 2 | 3 | 4 | 5 | 6 | 7 | 8 | 9 | 10 | Final |
| -------------- | ------- | - | - | - | - | - | - | - | - | - | -- | ----- |
| Canadá         | Martelo | 0 | 2 | 0 | 4 | 0 | 2 | 0 | 0 | 1 | X  | 9     |
| Estados Unidos |         | 2 | 0 | 1 | 0 | 1 | 0 | 0 | 2 | 0 | X  | 6     |

| Pista C | LSFE    | 1 | 2 | 3 | 4 | 5 | 6 | 7 | 8 | 9 | 10 | Final |
| ------- | ------- | - | - | - | - | - | - | - | - | - | -- | ----- |
| França  |         | 0 | 1 | 0 | 0 | 0 | 0 | 0 | X | X | X  | 1     |
| Escócia | Martelo | 2 | 0 | 0 | 4 | 0 | 0 | 3 | X | X | X  | 9     |

| Pista D | LSFE    | 1 | 2 | 3 | 4 | 5 | 6 | 7 | 8 | 9 | 10 | Final |
| ------- | ------- | - | - | - | - | - | - | - | - | - | -- | ----- |
| Japão   |         | 0 | 0 | 1 | 1 | 0 | 0 | 1 | 1 | 0 | X  | 4     |
| Suíça   | Martelo | 0 | 2 | 0 | 0 | 2 | 2 | 0 | 0 | 1 | X  | 7     |

### 14ª rodada
8 de abril, 19h30
| Pista A | LSFE    | 1 | 2 | 3 | 4 | 5 | 6 | 7 | 8 | 9 | 10 | 11 | Final |
| ------- | ------- | - | - | - | - | - | - | - | - | - | -- | -- | ----- |
| Escócia |         | 0 | 1 | 0 | 1 | 0 | 0 | 2 | 0 | 1 | 0  | 1  | 6     |
| Noruega | Martelo | 1 | 0 | 1 | 0 | 0 | 0 | 0 | 2 | 0 | 1  | 0  | 5     |

| Pista B | LSFE    | 1 | 2 | 3 | 4 | 5 | 6 | 7 | 8 | 9 | 10 | Final |
| ------- | ------- | - | - | - | - | - | - | - | - | - | -- | ----- |
| Suíça   | Martelo | 1 | 0 | 1 | 0 | 0 | 0 | 2 | 0 | 1 | X  | 5     |
| Chéquia |         | 0 | 0 | 0 | 0 | 1 | 0 | 0 | 1 | 0 | X  | 2     |

| Pista C   | LSFE    | 1 | 2 | 3 | 4 | 5 | 6 | 7 | 8 | 9 | 10 | Final |
| --------- | ------- | - | - | - | - | - | - | - | - | - | -- | ----- |
| Alemanha  |         | 0 | 0 | 0 | 0 | 2 | 0 | 0 | 2 | 0 | 0  | 4     |
| Dinamarca | Martelo | 1 | 1 | 0 | 0 | 0 | 1 | 1 | 0 | 0 | 1  | 5     |

| Pista D        | LSFE    | 1 | 2 | 3 | 4 | 5 | 6 | 7 | 8 | 9 | 10 | Final |
| -------------- | ------- | - | - | - | - | - | - | - | - | - | -- | ----- |
| Estados Unidos |         | 0 | 0 | 1 | 1 | 1 | 0 | 1 | 0 | 2 | 0  | 6     |
| Finlândia      | Martelo | 2 | 1 | 0 | 0 | 0 | 0 | 0 | 1 | 0 | 1  | 5     |

### 15ª rodada
9 de abril, 10h00
| Pista A   | LSFE    | 1 | 2 | 3 | 4 | 5 | 6 | 7 | 8 | 9 | 10 | Final |
| --------- | ------- | - | - | - | - | - | - | - | - | - | -- | ----- |
| Dinamarca |         | 0 | 0 | 2 | 0 | 1 | 0 | 0 | 1 | 0 | X  | 4     |
| Canadá    | Martelo | 4 | 1 | 0 | 1 | 0 | 2 | 0 | 0 | 2 | X  | 10    |

| Pista B   | LSFE    | 1 | 2 | 3 | 4 | 5 | 6 | 7 | 8 | 9 | 10 | Final |
| --------- | ------- | - | - | - | - | - | - | - | - | - | -- | ----- |
| Finlândia |         | 1 | 0 | 0 | 1 | 0 | 2 | 0 | 2 | 0 | 1  | 7     |
| China     | Martelo | 0 | 1 | 1 | 0 | 2 | 0 | 4 | 0 | 1 | 0  | 9     |

| Pista C | LSFE    | 1 | 2 | 3 | 4 | 5 | 6 | 7 | 8 | 9 | 10 | Final |
| ------- | ------- | - | - | - | - | - | - | - | - | - | -- | ----- |
| Noruega |         | 0 | 1 | 0 | 0 | 2 | 0 | 2 | 3 | 1 | 2  | 11    |
| Japão   | Martelo | 1 | 0 | 4 | 1 | 0 | 1 | 0 | 0 | 0 | 0  | 7     |

| Pista D | LSFE    | 1 | 2 | 3 | 4 | 5 | 6 | 7 | 8 | 9 | 10 | Final |
| ------- | ------- | - | - | - | - | - | - | - | - | - | -- | ----- |
| Chéquia | Martelo | 0 | 1 | 0 | 2 | 1 | 0 | 1 | 0 | 1 | X  | 6     |
| França  |         | 0 | 0 | 1 | 0 | 0 | 1 | 0 | 0 | 0 | X  | 2     |

### 16ª rodada
9 de abril, 15h00
| Pista A   | LSFE    | 1 | 2 | 3 | 4 | 5 | 6 | 7 | 8 | 9 | 10 | Final |
| --------- | ------- | - | - | - | - | - | - | - | - | - | -- | ----- |
| Suíça     | Martelo | 2 | 1 | 2 | 0 | 3 | 0 | X | X | X | X  | 8     |
| Finlândia |         | 0 | 0 | 0 | 1 | 0 | 2 | X | X | X | X  | 3     |

| Pista B   | LSFE    | 1 | 2 | 3 | 4 | 5 | 6 | 7 | 8 | 9 | 10 | Final |
| --------- | ------- | - | - | - | - | - | - | - | - | - | -- | ----- |
| Escócia   | Martelo | 2 | 1 | 0 | 4 | 0 | 4 | X | X | X | X  | 11    |
| Dinamarca |         | 0 | 0 | 2 | 0 | 1 | 0 | X | X | X | X  | 3     |

| Pista C        | LSFE    | 1 | 2 | 3 | 4 | 5 | 6 | 7 | 8 | 9 | 10 | Final |
| -------------- | ------- | - | - | - | - | - | - | - | - | - | -- | ----- |
| Estados Unidos |         | 1 | 1 | 1 | 0 | 1 | 0 | 0 | 3 | 0 | 0  | 7     |
| Chéquia        | Martelo | 0 | 0 | 0 | 2 | 0 | 0 | 1 | 0 | 2 | 1  | 6     |

| Pista D  | LSFE    | 1 | 2 | 3 | 4 | 5 | 6 | 7 | 8 | 9 | 10 | Final |
| -------- | ------- | - | - | - | - | - | - | - | - | - | -- | ----- |
| Alemanha |         | 1 | 0 | 0 | 0 | 0 | 2 | 0 | 0 | 2 | 4  | 9     |
| Noruega  | Martelo | 0 | 0 | 0 | 0 | 2 | 0 | 0 | 1 | 0 | 0  | 3     |

### 17ª rodada
9 de abril, 19h30
| Pista A        | LSFE    | 1 | 2 | 3 | 4 | 5 | 6 | 7 | 8 | 9 | 10 | Final |
| -------------- | ------- | - | - | - | - | - | - | - | - | - | -- | ----- |
| França         |         | 2 | 0 | 0 | 0 | 3 | 0 | 1 | 0 | 0 | 0  | 6     |
| Estados Unidos | Martelo | 0 | 1 | 0 | 1 | 0 | 1 | 0 | 1 | 1 | 4  | 9     |

| Pista B  | LSFE    | 1 | 2 | 3 | 4 | 5 | 6 | 7 | 8 | 9 | 10 | Final |
| -------- | ------- | - | - | - | - | - | - | - | - | - | -- | ----- |
| Japão    | Martelo | 1 | 0 | 1 | 0 | 1 | 0 | 0 | 0 | 0 | 0  | 3     |
| Alemanha |         | 0 | 2 | 0 | 1 | 0 | 0 | 0 | 1 | 0 | 1  | 5     |

| Pista C | LSFE    | 1 | 2 | 3 | 4 | 5 | 6 | 7 | 8 | 9 | 10 | Final |
| ------- | ------- | - | - | - | - | - | - | - | - | - | -- | ----- |
| China   |         | 0 | 0 | 1 | 0 | 1 | 0 | 0 | 2 | 0 | 0  | 4     |
| Suíça   | Martelo | 1 | 0 | 0 | 1 | 0 | 1 | 1 | 0 | 0 | 1  | 5     |

| Pista D | LSFE    | 1 | 2 | 3 | 4 | 5 | 6 | 7 | 8 | 9 | 10 | 11 | Final |
| ------- | ------- | - | - | - | - | - | - | - | - | - | -- | -- | ----- |
| Canadá  |         | 0 | 1 | 0 | 1 | 0 | 1 | 0 | 0 | 1 | 1  | 0  | 5     |
| Escócia | Martelo | 1 | 0 | 1 | 0 | 0 | 0 | 0 | 3 | 0 | 0  | 1  | 6     |

### Jogos desempate
10 de abril, 15h00
| Pista B        | LSFE    | 1 | 2 | 3 | 4 | 5 | 6 | 7 | 8 | 9 | 10 | Final |
| -------------- | ------- | - | - | - | - | - | - | - | - | - | -- | ----- |
| Noruega        | Martelo | 2 | 1 | 0 | 2 | 2 | 0 | 3 | X | X | X  | 10    |
| Estados Unidos |         | 0 | 0 | 1 | 0 | 0 | 1 | 0 | X | X | X  | 2     |

| Pista D  | LSFE    | 1 | 2 | 3 | 4 | 5 | 6 | 7 | 8 | 9 | 10 | Final |
| -------- | ------- | - | - | - | - | - | - | - | - | - | -- | ----- |
| Alemanha | Martelo | 2 | 0 | 1 | 0 | 0 | 2 | 0 | 1 | 1 | 0  | 7     |
| Suíça    |         | 0 | 1 | 0 | 3 | 0 | 0 | 3 | 0 | 0 | 1  | 8     |

## Playoffs
|  | Page playoff | Page playoff | Page playoff |   |   | Semifinal | Semifinal | Semifinal |   |        | Final | Final   | Final |
|  |              |              |              |   |   |           |           |           |   |        |       |         |       |
|  | 1            | Canadá       | 5            |   |   |           |           |           |   |        |       |         |       |
|  | 2            | Escócia      | 7            |   |   |           |           |           |   |        | 2     | Escócia | 7     |
|  |              |              |              |   | 1 | Canadá    | 6         |           | 1 | Canadá | 6     |         |       |
|  |              | 3            | Suíça        | 5 |   |           |           |           |   |        |       |         |       |
|  | 3            | Suíça        | 5            |   |   |           |           |           |   |        |       |         |       |
|  | 4            | Noruega      | 4            |   |   |           |           |           |   |        |       |         |       |

|  | Disputa do bronze |         |   |
|  |                   |         |   |
|  | 3                 | Suíça   | 4 |
|  | 4                 | Noruega | 6 |

### 1º contra 2º
10 de abril, 19h30
| Pista C | LSFE    | 1 | 2 | 3 | 4 | 5 | 6 | 7 | 8 | 9 | 10 | Final |
| ------- | ------- | - | - | - | - | - | - | - | - | - | -- | ----- |
| Canadá  | Martelo | 1 | 0 | 0 | 0 | 2 | 0 | 1 | 0 | 1 | 0  | 5     |
| Escócia |         | 0 | 3 | 0 | 1 | 0 | 1 | 0 | 1 | 0 | 1  | 7     |

### 3º contra 4º
11 de abril, 10h00
| Pista C | LSFE    | 1 | 2 | 3 | 4 | 5 | 6 | 7 | 8 | 9 | 10 | 11 | Final |
| ------- | ------- | - | - | - | - | - | - | - | - | - | -- | -- | ----- |
| Suíça   | Martelo | 1 | 0 | 1 | 0 | 0 | 1 | 0 | 0 | 1 | 0  | 1  | 5     |
| Noruega |         | 0 | 1 | 0 | 1 | 0 | 0 | 0 | 1 | 0 | 1  | 0  | 4     |

### Semifinal
11 de abril, 14h00
| Pista C | LSFE    | 1 | 2 | 3 | 4 | 5 | 6 | 7 | 8 | 9 | 10 | Final |
| ------- | ------- | - | - | - | - | - | - | - | - | - | -- | ----- |
| Suíça   |         | 0 | 0 | 1 | 0 | 0 | 0 | 0 | 2 | 1 | 1  | 5     |
| Canadá  | Martelo | 1 | 1 | 0 | 0 | 0 | 3 | 1 | 0 | 0 | 0  | 6     |

### Decisão do bronze
12 de abril, 13h00
| Pista C | LSFE    | 1 | 2 | 3 | 4 | 5 | 6 | 7 | 8 | 9 | 10 | Final |
| ------- | ------- | - | - | - | - | - | - | - | - | - | -- | ----- |
| Suíça   | Martelo | 1 | 0 | 0 | 1 | 0 | 0 | 2 | 0 | 0 | X  | 4     |
| Noruega |         | 0 | 1 | 1 | 0 | 1 | 0 | 0 | 2 | 1 | X  | 6     |

### Final
12 de abril, 19h30
| Pista C | LSFE    | 1 | 2 | 3 | 4 | 5 | 6 | 7 | 8 | 9 | 10 | Final |
| ------- | ------- | - | - | - | - | - | - | - | - | - | -- | ----- |
| Escócia | Martelo | 2 | 0 | 1 | 0 | 0 | 1 | 0 | 0 | 2 | 1  | 7     |
| Canadá  |         | 0 | 2 | 0 | 2 | 0 | 0 | 1 | 1 | 0 | 0  | 6     |

## Premiação
| Campeonato Mundial Masculino de Curling de 2009 |
| Escócia                                         |
| ----------------------------------------------- |
| ESCÓCIA Campeão (5º título)                     |

## Classificação final
| Pos.              | País           |
| ----------------- | -------------- |
| Medalha de ouro   | Escócia        |
| Medalha de prata  | Canadá         |
| Medalha de bronze | Noruega        |
| 4                 | Suíça          |
| 5                 | Estados Unidos |
| 6                 | Alemanha       |
| 7                 | Dinamarca      |
| 8                 | França         |
| 9                 | China          |
| 10                | Japão          |
| 11                | Chéquia        |
| 12                | Finlândia      |